# Mohammed Abubakari
Mohammed Abubakari (Kumasi, 15 februari 1986) is een Ghanese voetballer die doorgaans als middenvelder speelt.

## Clubvoetbal

### Feyenoord
Als jonge schoenenpoetser in zijn geboortestad Kumasi werd Abubakari in 1999 toegelaten bij de voetbalacademie van Feyenoord Fetteh in Ghana, een satellietclub van Feyenoord. Omdat hij na enkele jaren een opvallend talent was, werd hij in 2005 overgehaald naar Rotterdam, om zich verder te ontwikkelen bij Feyenoord. Hiermee werd hij de eerste Ghanees die de overstap maakt van de voetbalacademie naar Rotterdam. In eerste instantie werd hij voor zijn ontwikkeling geplaatst in het beloftenteam.
In het seizoen 2006/2007 werd hij overgeplaatst naar de hoofdmacht van Feyenoord. Hij debuuteerde op 22 februari 2006 in de oefenwedstrijd tegen KV Mechelen (1-0 winst). Tot officiële competitiewedstrijden kwam de middenvelder niet, zijn speeltijd bleef beperkt tot enkele oefenwedstrijden. Omdat trainer Erwin Koeman toch onder de indruk was van de jonge Ghanees, werd het contract van Abubakari verlengd voor één seizoen. Na goed overleg werd besloten dat Abubakari mocht vertrekken uit Rotterdam-Zuid. 

### Griekenland
Nadat vooral diverse Belgische clubs hun interesse hadden getoond in de jonge middenvelder, bleek de Griekse club Panserraikos FC het meest slagvaardig. De 22-jarige Ghanees groeide in het seizoen 2007/2008 uit tot een speler van formaat, die er mede voor zorgde dat de club Panserraikos FC na 16 seizoenen afwezigheid, weer terugkeert op het hoogste Griekse niveau. Als controlerende middenvelder staat Abubakari bij de club uit Serres wekelijks in de basis..
Met zijn prestaties wekte hij belangstelling van grotere ploegen en in 2009 tekende hij een contract bij PAOK Saloniki. Bij deze club speelde hij maar één keer mee en werd in januari 2010 bijgevolg voor een half jaar verhuurd aan Levadiakos. Na enkele speeldagen wist hij er een basisplaats te bemachtigen. In totaal speelde hij twaalf keer voor de club waarin hij één keer scoorde. Sinds de winterstop van het seizoen 2010/2011 speelde hij voor AE Larissa 1964, nadat hij zijn contract bij PAOK inleverde. Toen die club in de zomer van 2011 teruggezet werd vanwege een omkoopschandaal stapte hij over naar promovendus Doxa Drama.

### Zweden
Sinds 2012 speelt hij in Zweden voor Åtvidabergs FF. Vanaf 2015 komt hij uit voor BK Häcken. In 2016 won hij met de club de Svenska Cupen. Zijn contract liep eind 2017 af. Vanaf 3 januari 2018 speelde hij voor Helsingborgs IF. In 2021 ging hij naar IFK Mariehamn.

## Clubstatistieken
| seizoen(en) | club            | land        | competitie               | wed. | goals |
| ----------- | --------------- | ----------- | ------------------------ | ---- | ----- |
| 2005/06     | Feyenoord       | Nederland   | Eredivisie               | 0    | 0     |
| 2006/07     | Feyenoord       | Nederland   | Eredivisie               | 0    | 0     |
| 2007-09     | Panserraikos FC | Griekenland | Beta Ethniki             | 53   | 3     |
| 2009/10     | PAOK Saloniki   | Griekenland | Super League Griekenland | 1    | 0     |
| 2009/10     | Levadiakos      | Griekenland | Super League Griekenland | 12   | 1     |
| 2010/11     | Panserraikos FC | Griekenland | Super League Griekenland | 10   | 0     |
| 2011/12     | AE Larissa 1964 | Griekenland | Super League Griekenland | 3    | 1     |
|             | Doxa Drama      | Griekenland | Super League Griekenland | 20   | 0     |
| 2012        | Åtvidabergs FF  | Zweden      | Allsvenskan              | 12   | 1     |
| 2013        | Åtvidabergs FF  | Zweden      | Allsvenskan              | 20   | 1     |
| 2014        | Åtvidabergs FF  | Zweden      | Allsvenskan              | 26   | 2     |
| Bijgewerkt  | 27-11-2014      |             |                          |      |       |

## Erelijst

### MetPanserraikos FC
- Kampioenschap Beta Ethniki: 2008

### MetBK Häcken
- Svenska Cupen: 2016

### MetHelsingborg
- Kampioen Superettan: 2018